# Quicksand (1950)
Quicksand is een Amerikaanse film noir van Irving Pichel uit 1950, met Mickey Rooney, Jeanne Cagney, Barbara Bates en Peter Lorre in de hoofdrollen. De film bevindt zich in het publiek domein.

## Plot
De monteur Danny Brady (Mickey Rooney) is verliefd op de serveerster Vera Novak (Jeanne Cagney). Voor hun eerste date steelt Brady twintig dollar uit de kassa van de garage waar hij werkt. Hij heeft zich voorgenomen om dit geld terug te brengen zo gauw hij zijn loon ontvangt, maar de boekhouder komt eerder opdagen dan gepland. Om zijn misdaad te verbergen begaat Brady vervolgens de ene misdaad na de ander en werkt zich zo steeds dieper in de nesten.

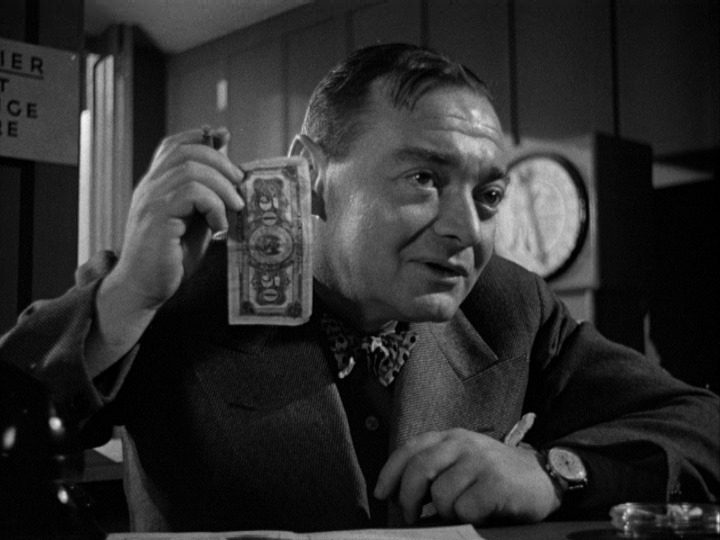
Peter Lorre als Nick Dramoshag

Brady koopt op termijnbetalingen een horloge van honderd dollar en verpand deze voor dertig dollar. Het financieringsbedrijf komt echter achter de verkoop van het horloge en eist binnen 24 uur volledige betaling. Tot wanhoop gedreven berooft Brady een aangeschoten barman van een grote som geld. De overval wordt echter opgemerkt door Nick Dramoshag (Peter Lorre), de louche eigenaar van een arcadehal op de Santa Monica Pier die zelf een relatie heeft gehad met Vera. Hij chanteert Brady en wil in ruil voor het bewijsmateriaal van de overval een auto uit Brady's garage.
Brady steelt de auto en brengt deze naar Dramoshag. Brady's baas, de corrupte Oren Mackey (Art Smith) beschuldigt hem echter van de diefstal. Hij stelt Brady voor de keuze: de terugkeer van de auto, $ 3000 of de komst van de politie. Brady en Novak stelen daarop de maandopbrengst van $ 3610 van Dramoshags arcadehal. Novak eist echter de helft van dit bedrag op en koopt voor $ 1800 een nertsjas voor zichzelf. Woedend gaat Brady naar zijn garage en biedt Mackey $ 1800 om de zaak te beslechten. Deze neemt het geld, maar trekt vervolgens een pistool en wil de politie bellen. Brady wurgt hem en vertrekt met het pistool.
Brady gaat naar Novak, vertelt haar over de moord en vraagt haar om met hem naar Texas te vluchten. Ze weigert, daar de autoriteiten geen bewijs tegen haar hebben. Verontwaardigd over Vera's zelfingenomen gedrag beëindigt Brady de relatie en vertrekt. Buiten wordt hij opgewacht door zijn ex-vriendin Helen (Barbara Bates). Ze had al een tijd in de gaten dat Brady in de problemen zat en biedt aan om samen met hem te vluchten. Onderweg krijgen ze motorpech. Brady steelt daarop de sedan van de sympathieke advocaat Harvey (Taylor Holmes). In Santa Monica Pier aangekomen laat Brady Helen achter bij Harvey. Hij wil met een charterboot van een vriend naar Mexico vluchten. Als hij daar is aangekomen, zal hij Helen vragen om ook te komen.

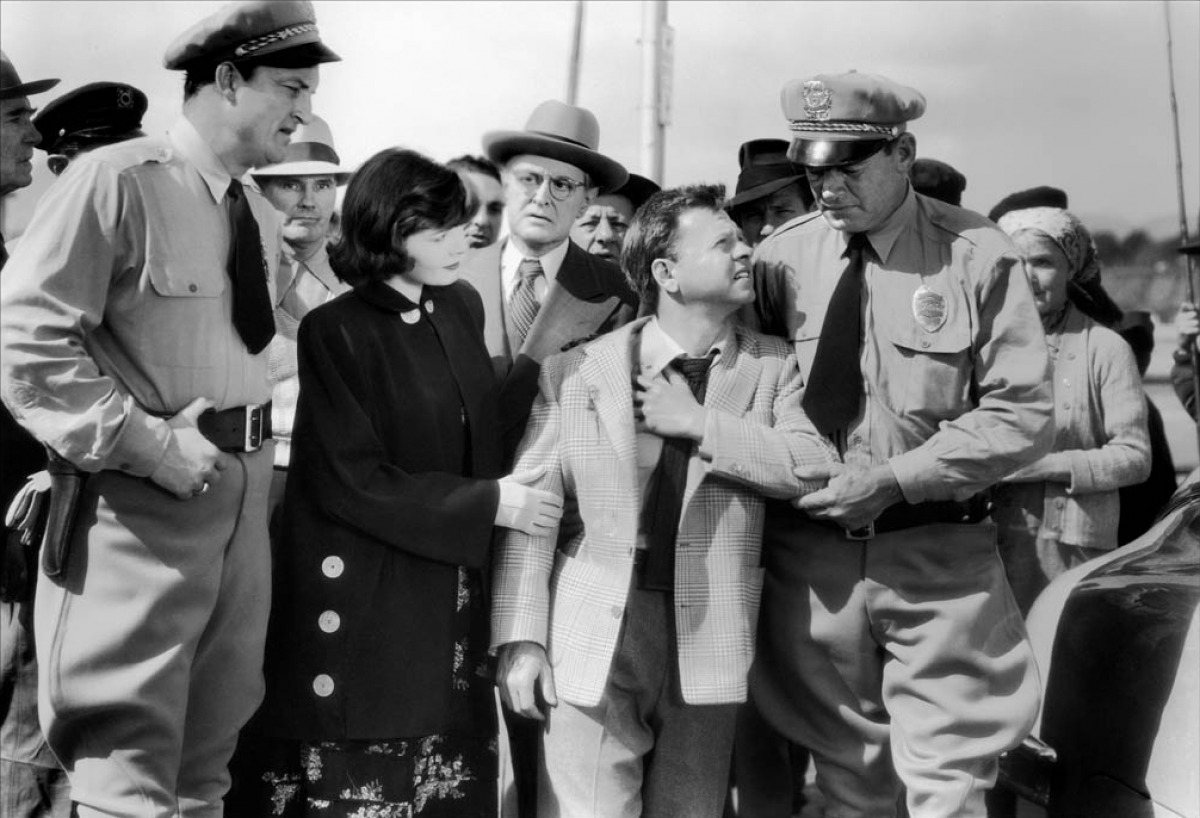
Brady (Mickey Rooney) wordt in het bijzijn van Helen (Barbara Bates) door de politie afgevoerd.

Een paar minuten na Brady's vertrek horen Helen en Harvey op de radio het nieuwsbericht dat Mackey niet is overleden. Ze rijden terug naar de pier om Brady te vinden. Deze is echter in de tussentijd ontdekt door de politie. Hij raakt verwond tijdens de achtervolging en wordt uiteindelijk ingerekend. Wanneer Helen arriveert troost ze hem en belooft op hem te wachten terwijl hij zijn straf uitzit.

## Cast
| Acteur          | Personage      |
| --------------- | -------------- |
| Mickey Rooney   | Dan Brady      |
| Jeanne Cagney   | Vera Novak     |
| Barbara Bates   | Helen          |
| Peter Lorre     | Nick Dramoshag |
| Taylor Holmes   | Harvey         |
| Art Smith       | Oren Mackey    |
| Wally Cassell   | Chuck          |
| Dick Lane       | Lt. Nelson     |
| Patsy O'Connora | Millie         |
| John Gallaudet  | Moriarity      |
| Minerva Urecal  | hospita        |
| Sidney Marionas | Shorty         |
| Jimmie Dodd     | Buzz           |
| Lester Dorr     | Baldy          |
| Kitty O'Neil    | Madame Zaronga |

In de nachtclubscène zijn de jazzkornetist Red Nichols en zijn His Five Pennies te zien en horen.

## Productie
De muziek werd gecomponeerd door de in Rusland geboren Louis Gruenberg, een groot liefhebber van Amerikaanse Jazz. Tijdens de opnames was er een onderzoek naar hem en de regisseur Irving Pichel door het House Committee on Un-American Activities. Zij werden beschuldigd van communistische activiteiten en konden daarom moeilijk aan werk komen in Hollywood. Quicksand werd grotendeels door Mickey Rooney en Peter Lorre gefinancierd, zodat de film op onafhankelijke basis kon worden gemaakt.
De film werd grotendeels op locatie in Santa Monica in Californië opgenomen, waaronder de oude Santa Monica Pier. De rol van de arcadehaleigenaar Nick werd gespeeld door Lorre. Jeanne Cagney sprak in een interview lovend over zijn acteerwerk: "Hij deed het met al zijn kunnen. Hoewel het geen film van de bovenste plank was, benaderde hij het nog steeds alsof het de A-film van alle A-films was."